# Die Indianer sind noch fern
Die Indianer sind noch fern  (Originaltitel: Les Indiens sont encore loin) ist eine  schweizerisch-französische Koproduktion aus dem Jahre 1977. Regie führte Patricia Moraz.

## Handlung
Der Film setzt in einer winterlichen Landschaft in der Nähe von Lausanne ein. Dort suchen Hundertschaften der Polizei ein Waldstück ab. Gleichzeitig hört man die Radiomeldung, in der berichtet wird, dass die vermisste Jenny Kern tot aufgefunden worden ist. In einer Rückblende werden nun die Geschehnisse in der Woche vor dem Verschwinden von Jenny erzählt.
Jenny besucht die Abschlussklasse eines Lausanner Lyzeums und ist mit Lise gut befreundet. Im Deutschunterricht wird die Novelle Tonio Kröger von Thomas Mann behandelt. Der Lehrer macht darauf aufmerksam, dass in dieser Erzählung die Erfahrung eines jungen Mannes aus großbürgerlichen Verhältnissen präsentiert wird, der zunehmend an der Unmöglichkeit, in seinem Leben Erfüllung zu finden, zerbricht. Anschließend spielen die Schüler im Sportunterricht Völkerball.
In einem Gespräch nach dem Unterricht erzählt Lise Jenny eine fiktionale Geschichte von einem Schüler, der im Unterricht versagt und von seinem Lehrer dafür bloßgestellt wird. Die Geschichte endet damit, dass, wenn ein Indianer diese Szene beobachtete, er dies als sehr grausames Ritual interpretieren würde.
Im Verlauf der Woche vertiefen sich die Schüler immer mehr in die Lektüre von Thomas Manns Erzählung. Gleichzeitig gesteht Lise Jenny auch, dass sie schwanger sei und das Kind abtreiben möchte. Jenny, die ihre beiden Eltern früh verloren hat, sucht regelmäßig einen Psychiater und ihre Großmutter auf. Lise meint, dass alle Psychiater auch selbst verrückt seien. Eines Tages zeigt Jenny Lise Bilder von südamerikanischen Ureinwohnern.
Da es in Lausanne kein ausschweifendes Nachtleben gibt, treiben sich die jungen Leute, darunter auch Jenny und Lise, nach der Sperrstunde am Bahnhof herum und besuchen zu früher Stunde die Bahnhofsgaststätte. Ein anderer Schüler kommentiert das Verhalten der beiden, als sie sich über einen Kellner lustig machen, als bourgeois.
Jenny besucht nochmals ihren Psychiater. Dieser meint, dass „die Indianer noch fern seien.“
Als im Deutschunterricht das Thema Tonio Kröger abgeschlossen werden soll, zeigt Jenny Interesse und möchte den Lehrer nach Ende der Stunde etwas dazu fragen. Dieser verlässt aber eilig das Klassenzimmer. Jenny erscheint am Pult ein Indianer mit Federschmuck.
Auch Lise, mit der sich Jenny nach Schulschluss verabreden möchte, zeigt an diesem Tag kein Interesse an ihr.
Der Film endet an einer Bushaltestelle an einer vielbefahrenen Ausfallstraße. Jenny verschwindet in der Landschaft.

## Kritik
„Die kühlen, fast blaustichigen Bilder Renato Bertas, die große Leistung der Hauptdarstellerin und der Regisseurin machen den ganz auf stille Gesten und Gefühle konzentrierten Film zu einer eindringlichen, feinfühligen Studie der Nach-1968-Generation.“